# Mariano d'Ayala Godoy
Mariano d'Ayala Godoy (Padova, 16 dicembre 1896 – Padova, 3 febbraio 1918) è stato un militare e aviatore italiano che, come ufficiale di cavalleria del Regio Esercito durante la prima guerra mondiale, prestò servizio in aviazione partecipando a numerose missioni di bombardamento, in particolare a quelle su Pola (8-9 agosto 1917) e contro Cattaro (4 ottobre successivo), insieme a Gabriele D'Annunzio, Luigi Gori e Maurizio Pagliano.

## Biografia
Nacque a Padova il 16 dicembre 1896, figlio del capitano di cavalleria (poi tenente generale) Carlo e della contessa Paolina Giusti del Giardino. Studente presso la facoltà di legge, fu richiamato alle armi nel maggio del 1915, all'atto dell'entrata in guerra del Regno d'Italia. Dopo aver frequentato un corso per ufficiali di complemento, fu nominato sottotenente del 5º Reggimento "Lancieri di Novara" il 20 settembre dello stesso anno. Mandato presso il deposito del reggimento che si trovava a Treviso, chiese ed ottenne di poter essere inviato subito in prima linea. Nel mese di novembre prestava servizio presso la Brigata Ferrara impegnata sul monte San Michele. Nel giugno del 1916 fu insignito di una prima medaglia di bronzo al valor militare per il suo brillante comportamento in battaglia. Nell'autunno dello stesso anno fu trasferito in artiglieria, ottenendo la nomina ad ufficiale in servizio permanente effettivo. Trasferito come volontario in aviazione, divenne tenente osservatore presso la 10ª Squadriglia da bombardamento "Caproni", partecipando alle imprese di Pola e Cattaro. Per il bombardamento della base navale di Cattaro con il Distaccamento A.R. fu insignito della seconda medaglia di bronzo al valor militare.
Nella notte tra il 2 e il 3 febbraio 1918, al rientro da una missione di bombardamento notturno su Levico e Caldonazzo, mentre stava per atterrare sull'campo d'aviazione di Padova, a causa della nebbia sbagliò la manovra e il suo velivolo Caproni Ca.33 si schiantò contro una casa nella frazione di Brusegana.
Con lui perirono nell'incidente il maggiore Oreste Salomone, già insignito di medaglia d'oro al valor militare a vivente, e il sergente pilota Antonio Porta. Il quarto membro dell'equipaggio, il sergente mitragliere Silvio Piovesan rimase illeso. In sua memoria fu decretata la concessione della medaglia d'argento al valor militare.

### Annotazioni
1. ↑  Successivamente 47º Reggimento addestramento volontari "Ferrara".
2. ↑  Come Ufficiale Osservatore prese parte a più di trenta voli ed azioni di guerra, durante i quali il suo aereo fu colpito 14 volte.
3. ↑  Si trattava del Caproni Ca.450HP matricola 4230 appartenente alla 10ª Squadriglia del XIV Gruppo di stanza a Padova.

### Fonti
1. ↑  Mancini 1936, p. 220.
2. ↑  Cavaciocchi, Ungari 2014, p. 53.
3. 1 2  Brignoli 2007, p. 17.
4. ↑  Cavaciocchi, Ungari 2014, p. 73.
5. 1 2 3  Ludovico 1980, p. 192.
6. ↑  Ludovico 1980, p. 59.
7. ↑  Ludovico 1980, p. 77.
8. ↑  Ufficio Storico dell'Aeronautica Militare 1969, p. 24.
9. 1 2  Cersòsimo 2010, p. 21.
10. ↑  Ludovico 1980, p. 136.
11. 1 2  Ludovico 1980, p. 137.